# 2 cm FlaK 30
2 cm Fliegerabwehrkanone 30 – niemieckie holowane, automatyczne działo przeciwlotnicze kalibru 20 mm. Armata 2 cm Flak 30 została skonstruowana w zakładach Rheinmetall-Borsig. Konstruktorzy tej firmy wykorzystali szwajcarską armatę Solothurn ST-5, dla której zaprojektowali nowe łoże. 2 cm Flak 30 był zasilany z 20 nabojowych magazynków pudełkowych, co w połączeniu z niewielką szybkostrzelnością teoretyczną skutkowało niską szybkostrzelnością praktyczną. Armaty tego typu miały także niską niezawodność i często się zacinały. W rezultacie od 1940 roku armaty 2 cm Flak 30 były zastępowane nowymi 2 cm Flak 38. Pomimo wprowadzenia do uzbrojenia 2 cm Flak 38, armaty 2 cm Flak 30 przetrwały w jednostkach do końca wojny. Poza Niemcami były używane przez armie Holandii i Chin.
Armata 2 cm Flak 30 była bronią automatyczną zasilaną nabojem zespolonym 20 × 139 mm.  Łoże kołowe, do strzelania osadzane na trzech podnośnikach śrubowych. Celownik mechaniczny.